# Piero Cusato
Piero Paolo Cusato (Siderno, 29 giugno 1960 – 30 settembre 2010) è stato un tastierista e compositore italiano.
Accanito sostenitore del protocollo MIDI fin dai suoi esordi, è da annoverare tra i primi musicisti che ne hanno dimostrato la validità: nei primi anni ottanta, realizza tre lavori discografici utilizzando esclusivamente sequencer hardware e sintetizzatori: Anassagora (solo), Calablues (con il trio "Il Giorno Truccato") e AI (di Marco Ongaro).
La successiva attività di ricerca come antropologo musicale lo porta realizzare, nel 1994, altre due produzioni discografiche: Calablues II (con ospiti illustri come Mark Harris) e Iconaniconica (basato su musiche rituali degli indiani Haida delle Isole Regina Elisabetta - Canada) in cui vi è anche la collaborazione del M. Giorgio Gaslini.
Nel 1995, arrangia in MIDI Only sleep brings dreams del compositore E. Filippelli, con la partecipazione del chitarrista Marco Rinalduzzi (Giorgia, Alex Baroni) e la voce della cantante blues newyorkese Amy Coleman. Nel 1999 realizza, su Logic, il CD Sabir, basato su ricerche effettuate nel bacino mediterraneo e utilizzando un unico generatore di suoni (Roland SC8850). Nello stesso periodo, collabora come compositore nella realizzazione di CD-ROM interattivi per il Ministero della Pubblica Istruzione, Edizioni Master, Università della Calabria, Comuni e associazioni private. Le produzioni discografiche, sia “elettroniche” che jazz, si susseguono, fino ad arrivare all'ultimo CD conosciuto, Rosa Martirano Quartet, del 2004, in cui figura, tra gli ospiti, l'armonicista jazz Toots Thielemans.
Negli anni novanta, oltre a lavorare come arrangiatore MIDI in varie produzioni discografiche, collabora con il CRT dell'Università della Calabria, ACJ, AMJ, CJC, Comfor, CPM, ISMEZ, Mercato Nero, SMAC2, Wesson & Boile. Per Digital Music Service (MI) realizza migliaia di arrangiamenti in midifile e brani dimostrativi per sintetizzatori Yamaha e Korg.
Dal 2000 in poi dedica maggiore attenzione all'insegnamento in università e in conservatorio (dove insegnava Jazz) e alle pubblicazioni scientifiche.
Diresse, per più di vent'anni, orchestre di musica jazz e contemporanea e, in varie formazioni, ha effettuato concerti in Europa e in America. Ha preso parte, con varie formazioni, a trasmissioni televisive e radiofoniche, da Concertazione (Rai Uno – 1977/78 – di G. Calabrese con la regia di Enzo Trapani), al primo “Caterraduno” di Caterpillar (Radiodue), TV7, Carovana d'estate, Unomattina, Rai Stereonotte con Raffaele Cascone.
È morto a causa di un infarto il 30 settembre 2010 a soli 50 anni d'età.